# Recesywność
Recesywność – niemożliwość zaobserwowania u danego osobnika obecności jednego z pary genów (alleli) z powodu znacznego wpływu lub dominacji genu allelu dominującego. Pomimo iż allel warunkujący cechę recesywną jest obecny w genotypie, to cecha ta nie ujawni się w fenotypie. Recesywne względem danej cechy są zarówno organizmy, które mają oba allele genu warunkującego cechę recesywną, jak i te, u których allel recesywny może być maskowany przez inny allel tego samego genu.